# Вангелия Циронкова
Вангелия Й. Циронкова (на гръцки: Εύαγγελία Ί. Τσιρόγκα) e гръцка революционерка, деятелка на Гръцката въоръжена пропаганда.

## Биография
Родена е в 1870 година във Воден в семейството на Анастас Биличев (Αναστάσιος Μπιλίτσης). Държи кръчма във Воден, която става таен център на гръцката революционна дейност в града, в който се укриват и гръцки четници. През март 1907 година, след предателство от българи, турската полиция обгражда кръчмата ѝ и арестува капитан Леонидас Маламидис, който обаче в последния момент успява да предаде револвера си на Циронкова. На следния ден на гарата, когато натоварват затворника на влака, успява да му предаде хляб, в който е скрила револвера му и Леонидас в затвора в Бер убива тъмничарите си и успява да избяга. Циронкова успява да спаси от затвора гръцки четник, като го преоблича в женски дрехи.
След убийството на капитан Телос Аграс в 1907 година Циронкова обаче става екзархистка. Научава за готвен план за убийството на Христодул Тодичков (Χριστόδουλος Τουδίτσκας) и сама ухапва бебето си и уж да го занесе на лекар предупреждава Тодичков.
При влизането на гръцките войски във Воден в 1912 година Циронкова е сред първите посрещнали ги, правейки отлично впечатление на престолонаследника Константинос с прекрасния си гръцки език. Умира на 9 март 1951 година.